# Велика Фатра
Вели́ка Фа́тра (словац. Veľká Fatra) — гірський масив у Словаччині, частина Західних Карпат.
Масив простягається із північного сходу на південний захід приблизно на 40 км, між долиною річки Ваг та Низькими Татрами. На півночі переходить в Татри, на сході — в Низькі Татри, на півдні — в Ж'яр, на заході через долину Вагу — в Малу Фатру. Найвища точка — гора Остредок, 1592 м.
У 1971 масив Велика Фатра був оголошений заповідником, а з 1 квітня 2002 року є Національним парком. На території заповідника росте близько 1000 видів рідкісних рослин, тут найбільший тисовий гай в Європі. Майже 90 % території покрито буком, ялицею, також зустрічається ялина.
Значна частина хребта складена з різних мезозойських порід. Центральна частина складається зі сланців, південна і південно-західна з вапняку і доломіту.

## Пам'ятки
- Руїни замку Блатниця
- Руїни замку Склабиня
- Скансен
- Міста Мартін і Ружомберок
- Скелі, печери, водоспади, гірські озера
- Численні гірськолижні центри

## Галерея

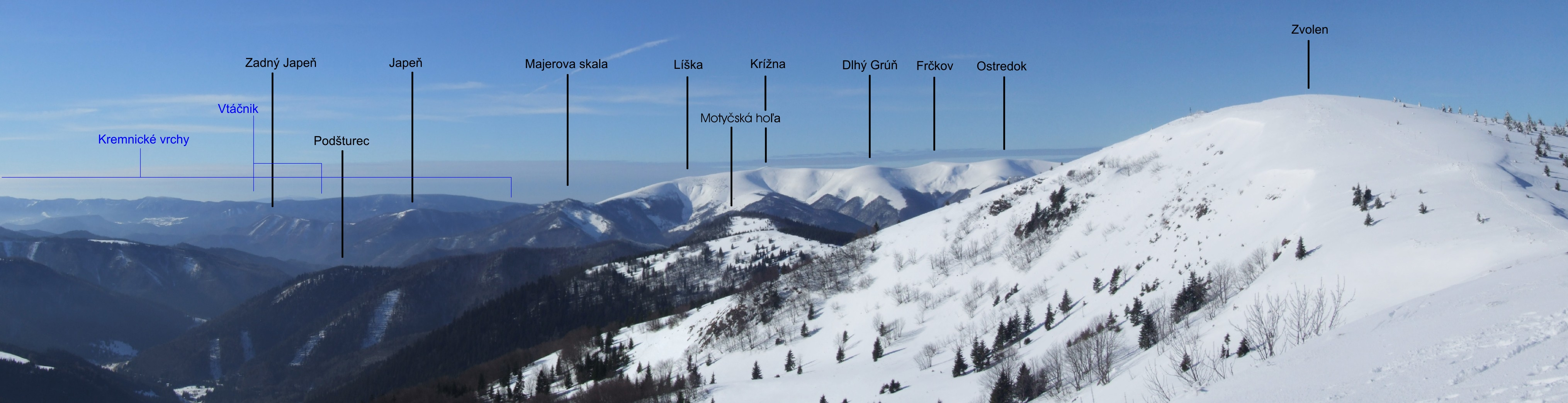
Панорама Великої Фатри

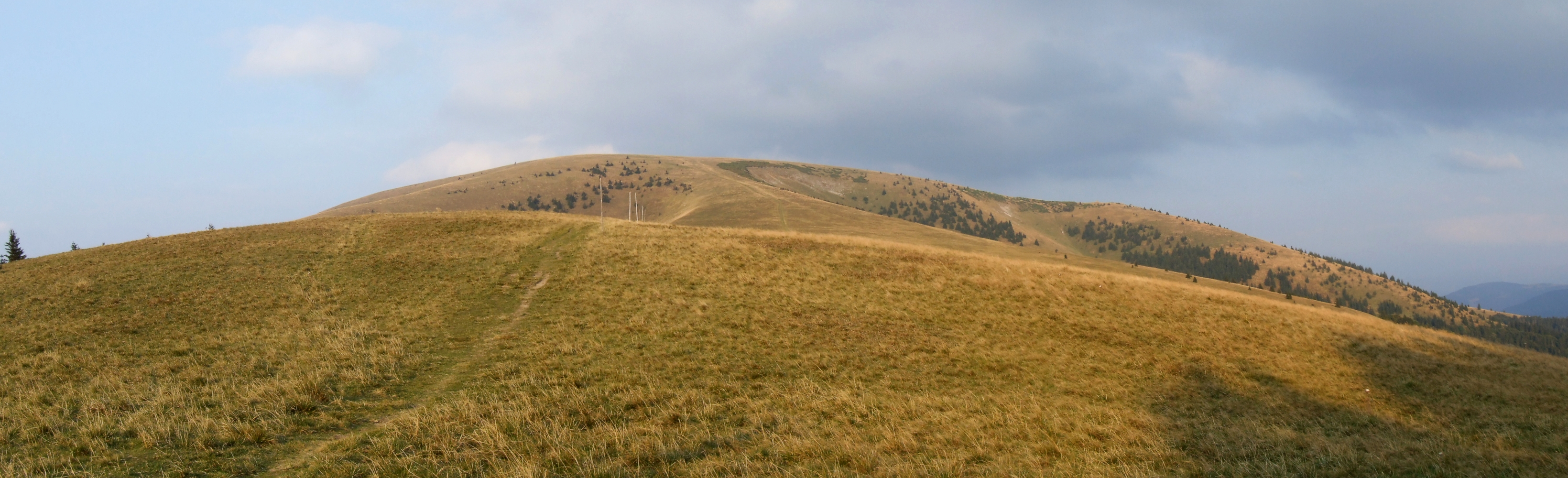
Ploská

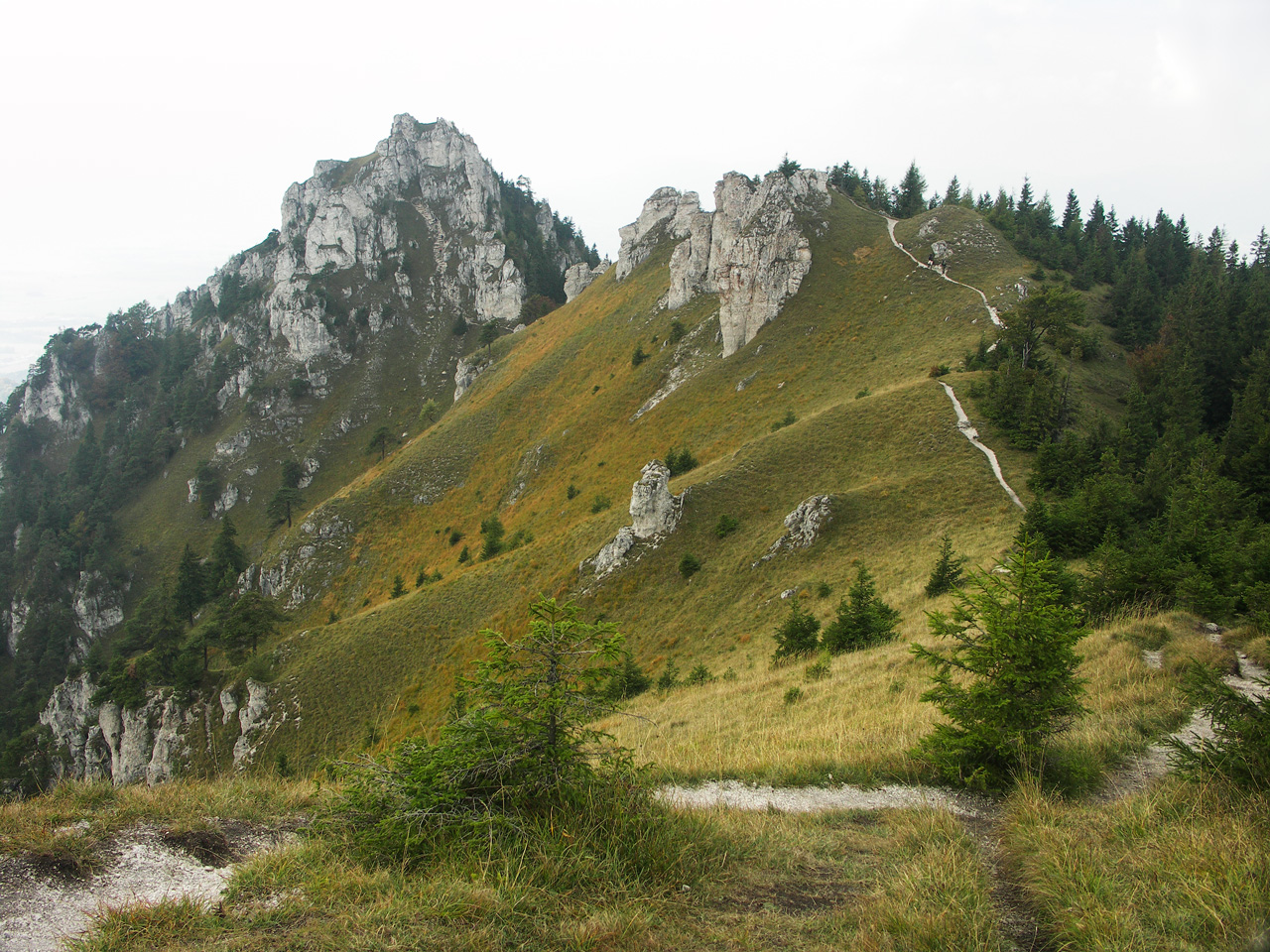
Typical rocks of the Bralná Fatra
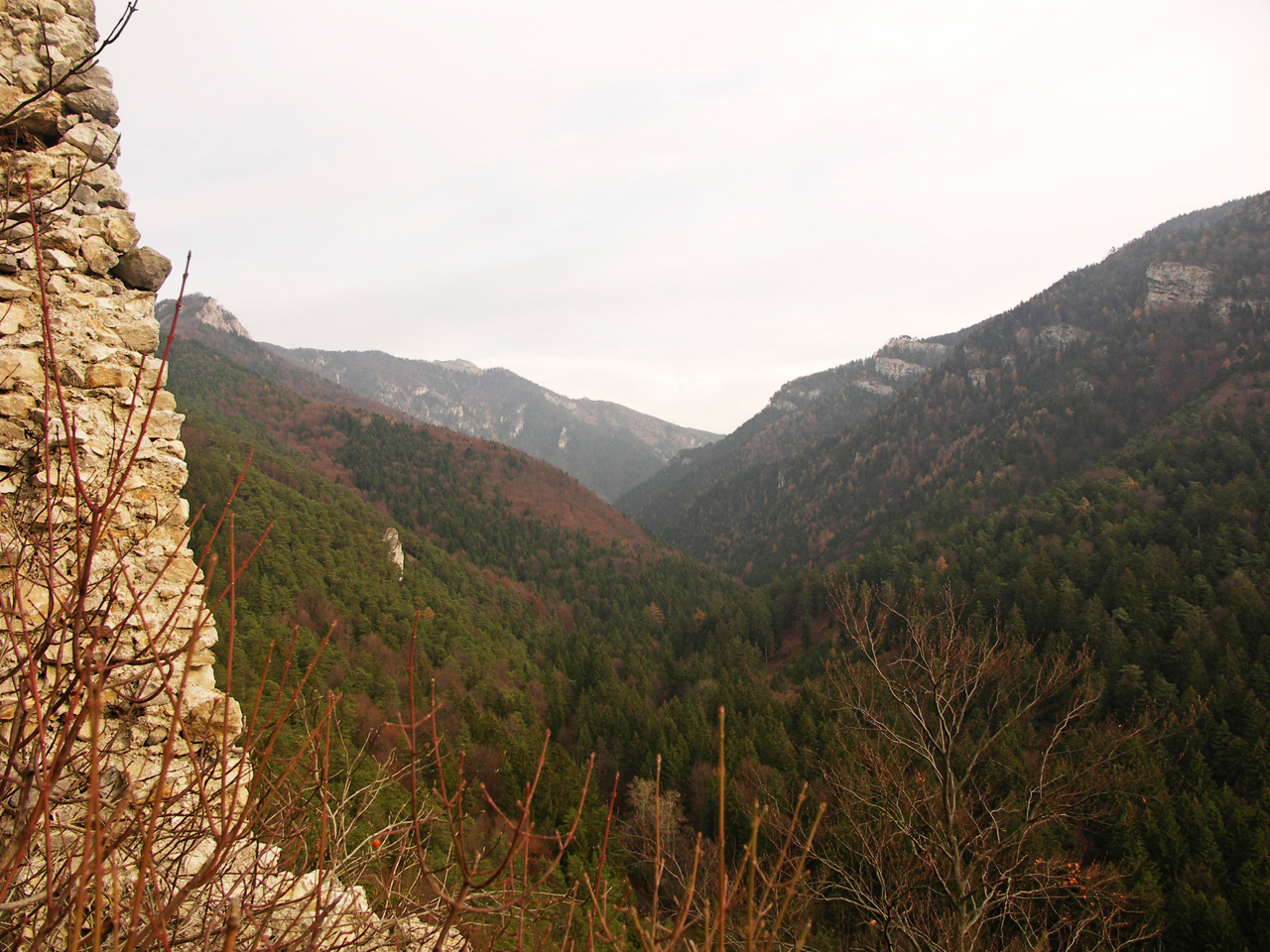
Gader Valley
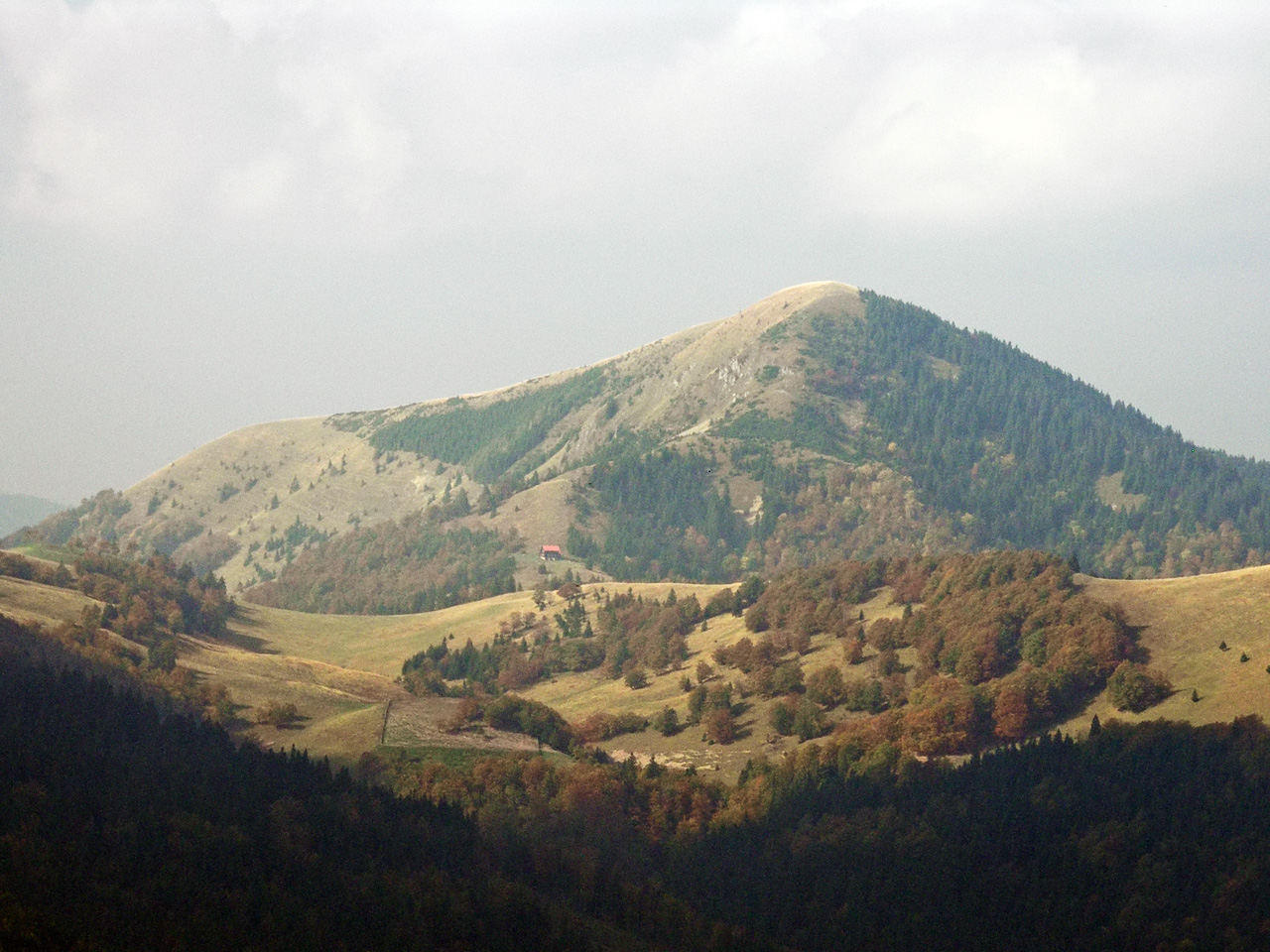
Borišov
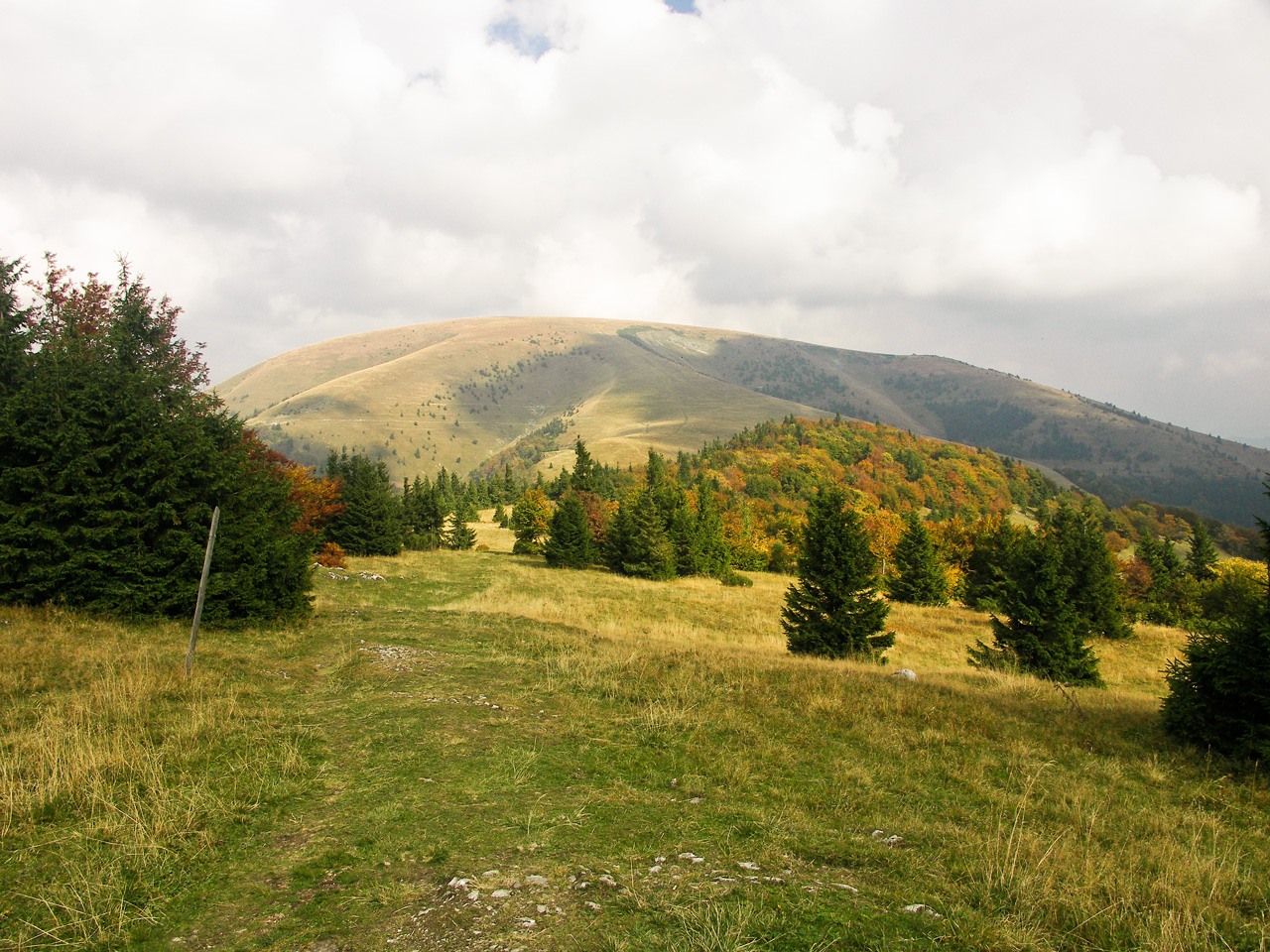
Ploská
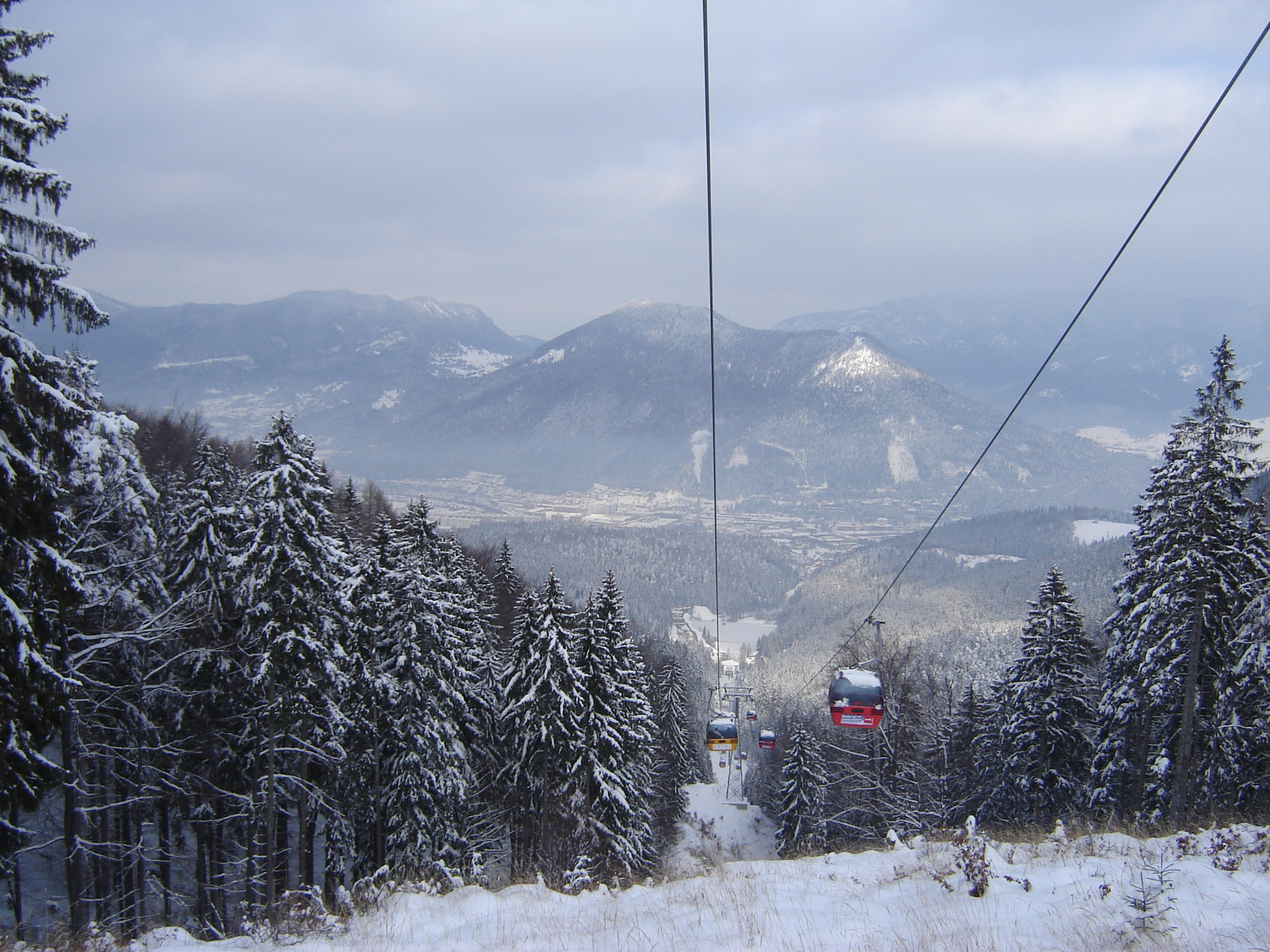
Malinné ski resort
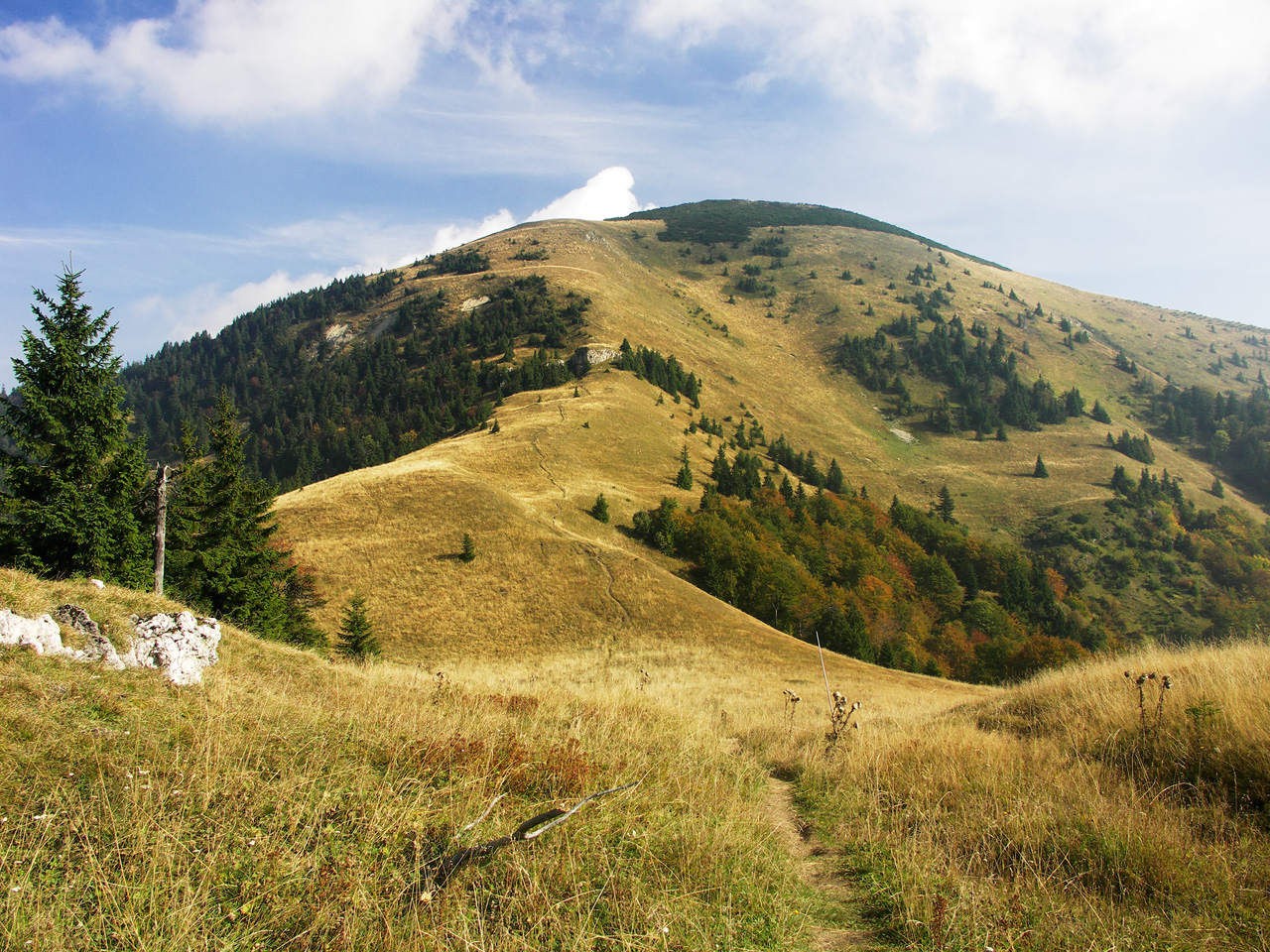
Rakytov
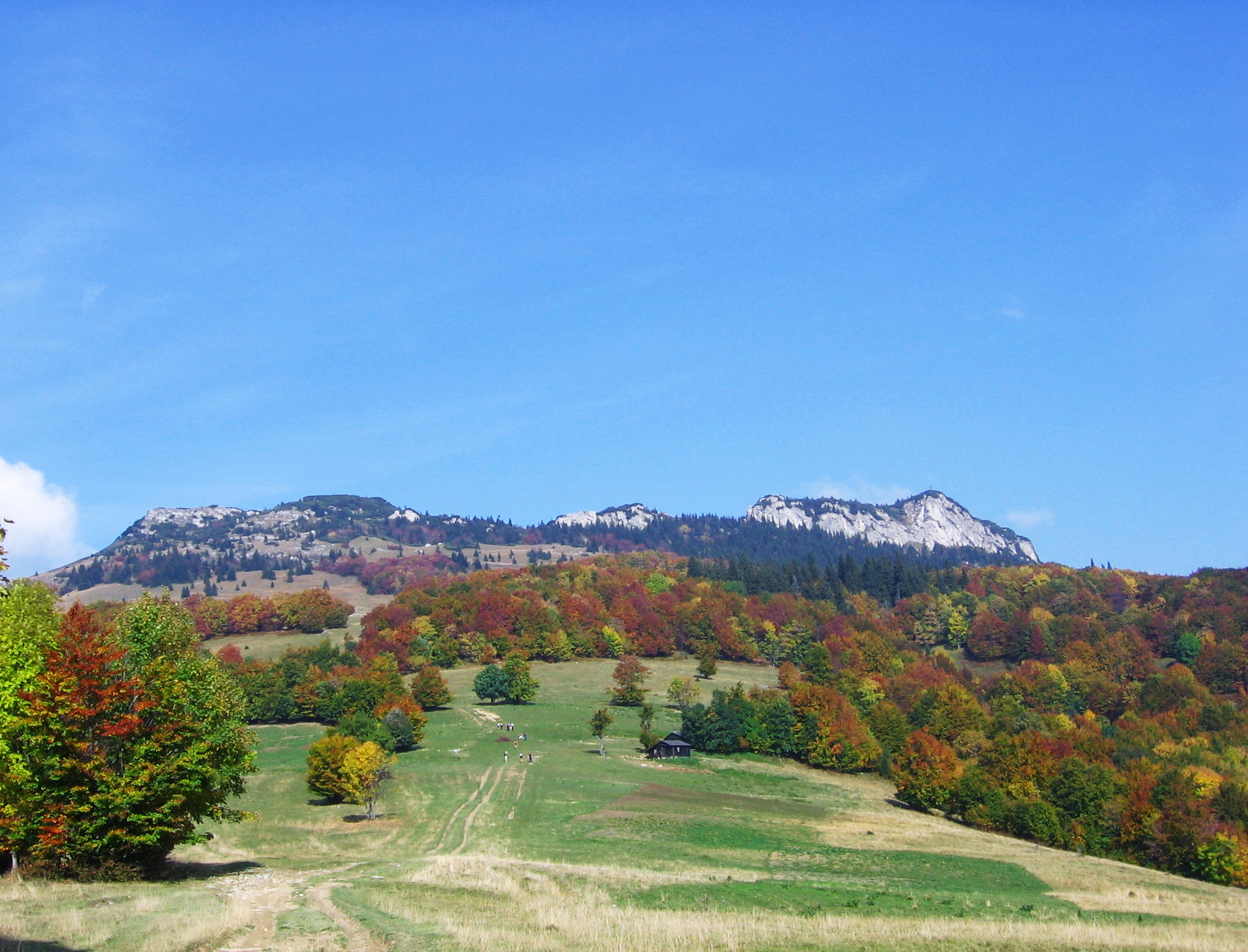
Čierny kameň

## Гідрографія
Протікають
- Белянський потік[1]
- Водки[2]
- Жашковський потік[3]
- Мошовський потік[4]
- Ракша (потік)[5]
- Селенец[6]
- Сомолицький потік[7]
- Чутковський потік[8]